# Vederslövs landskommun
Vederslövs landskommun var en tidigare kommun i Kronobergs län.

## Administrativ historik
Den 1 januari 1863 började kommunalförordningarna gälla och då inrättades cirka 2 500 kommuner (städer, köpingar och landskommuner), tillsammans täckande hela landets yta.
I Vederslövs socken i Kinnevalds härad i Småland inrättades då denna kommun. Kommunreformen 1952 innebar att denna landskommun uppgick i Mellersta Kinnevalds landskommun, som 1971 uppgick i Växjö kommun.

## Politik

### Mandatfördelning i Vederslövs landskommun 1942-1946
| 6 | 1 | 5 | 3 |

| 15 |

| 5 | 7 | 3 |

| 15 |